# Bataille de Telagh
La bataille de Telagh s'est déroulée le 28 février 1268, lorsque les forces mérinides d'Abu Yusuf Yaqub ben Abd al-Haqq infligent une sévère défaite à l'armée zianide de Yaghmoracen Ibn Ziane.

## Contexte
Victime d'intrigues le présentant comme voulant s'emparer du pouvoir, Abû Dabbûs, cousin du calife almohade Abu Hafs Umar al-Murtada, prend peur et se réfugie chez le sultan mérinide Abu Yusuf Yaqub ben Abd al-Haqq, lui demandant une alliance contre son cousin Al-Murtada. Abu Yusuf Yaqub accepte, et un accord est conclu avec Abû Dabbûs. Le sultan mérinide accepte de lui fournir 5 000 réguliers mérinides, en plus de pouvoir lever des troupes chez les tribus soumises au pouvoir mérinide. En échange, Abû Dabbûs devra remettre la moitié des territoires conquis.
En 1266, Abû Dabbûs se met en marche avec les contingents mérinides. Il s'empare de Marrakech, fait prisonnier son cousin Al-Murtada et le décapite, puis soumet Ali Ibn Yedder dans le Souss. Victorieux et devenu nouveau calife almohade, Abû Dabbûs ne respecte cependant pas ses engagements, et viole l'accord avec Abu Yusuf Yaqub en refusant de lui remettre la moitié des territoires conquis.
Abu Yusuf Yaqub se met alors en marche sur Marrakech, et l'assiège. Abû Dabbûs impuissant, appelle alors les Zianides à venir prendre à revers les Mérinides, en échange de riches cadeaux.

## Déroulement
Profitant de l'engagement d'Abu Yusuf Yaqub à Marrakech, Yaghmoracen Ibn Ziane en profite pour mener des raids sur les frontières orientales du Royaume mérinide. Furieux, Abu Yusuf Yaqub lève le siège de Marrakech, et part en direction de Fès. Après y avoir organisé son armée, il lance sa campagne contre les Zianides. Il rencontre l'armée de Yaghmoracen à Telagh, à l'est de Tlemcen. Les deux armées se mettent en ordre de combat, et la bataille se déclenche le 28 février 1268. Le combat dure toute la journée jusqu'à l'aube, et les Zianides sont écrasés. Yaghmoracen perd son fils et héritier Abou Hafs Omar mort au combat, son camp ainsi que sa famille qui tombent aux mains des Mérinides.

## Conséquences
Après cette victoire, Abu Yusuf Yaqub repart avec son armée en direction de Marrakech. Il affronte l'armée d'Abû Dabbûs, qu'il met en déroute. Celui-ci est lui-même tué dans le combat, et Abu Yusuf Yaqub s'empare finalement de la ville mettant fin à la dynastie almohade le 8 septembre 1269.

## Sources

### Sources bibliographiques
1. 1 2  Hamet 1923, p. 144
2. 1 2 3 4  Hamet 1923, p. 145
3. 1 2  al-Nasiri 1934, p. 48
4. ↑  De La Véronne 2002, p. 44
5. ↑  Hamet 1923, p. 146

#### Francophone
- Ahmed ben Khâled Ennâsiri Esslâoui. (trad. de l'arabe par Ismaël Hamet), Kitâb Elistiqsâ li-Akhbâri doual Elmâgrib Elaqsâ [« Le livre de la recherche approfondie des événements des dynasties de l'extrême Magrib »], vol. XXXIII : Les Mérinides, Paris, Librairie Honoré Champion, coll. « Archives marocaines », 1934 (lire en ligne)
- Ismaël Hamet, Histoire du Maghreb : cours professé à l'Institut des hautes études marocaines, E. Leroux (Paris), 1923, 501 p. (lire en ligne)
- Chantal de La Véronne, Yaghmurasan premier souverain de la dynastie berbère des Abd-Al-Wadides de Tlemcen, 633/1236-681/1283, Bouchene, 2002, 64 p. (lire en ligne)